# Angel Krstev
Angel Krstev (* 15. prosince 1980, Praha) je bývalý český hokejový obránce s bulharskými kořeny.

## Hráčská kariéra
- 1996/1997 HC Slavia Praha (jun, dor)
- 1997/1998 HC Slavia Praha (E, jun)
- 1998/1999 HC Slavia Praha (E, jun)
- 1999/2000 Lethbridge Hurricanes (WHL)

HC Slavia Praha (E, jun)
- 2000/2001HC Slavia Praha (E, jun)

KLH Chomutov (1. liga)
- 2001/2002 Bílí Tygři Liberec (1. liga)
- 2002/2003 Bílí Tygři Liberec (E)
- 2003/2004 HC Chemopetrol Litvínov (E)

Bílí Tygři Liberec (E)
- 2004/2005 Bílí Tygři Liberec (E)

HC České Budějovice (1. liga)
- 2005/2006 Bílí Tygři Liberec (E)
- 2006/2007 Bílí Tygři Liberec (E)
- 2007/2008 Bílí Tygři Liberec (E, Tipsport Cup)
- 2008/2009 Bílí Tygři Liberec (E, Tipsport Cup)

HC Vítkovice Steel (E)
- 2009/2010 HC Kometa Brno (E), Torpedo Nižnij Novgorod (Rusko) (KHL)
- 2010/2011 Avtomobilist Jekatěrinburg (Rusko) (KHL)
- 2011/2012 HC Sparta Praha (E)
- 2012/2013 HC Sparta Praha (E)
- 2013/2014 Piráti Chomutov (E)
- 2014/2015 HC Stadion Litoměřice (1 liga) HC Neumarkt-Egna (Itálie) (INL)

- Celkem v Extralize: 479 zápasů, 51 gólů, 114 přihrávek, 165 bodů a 1286 trestných minut. (ke konci sezony 2008/2009).[1]